# Вилађо Монтеграпа (Виченца)
Вилађо Монтеграпа је насеље у Италији у округу Виченца, региону Венето.
Према процени из 2011. у насељу је живело 1043 становника. Насеље се налази на надморској висини од 33 м.